# إن شاء الله (فلم 2012)
إن شاء الله (بالفرنسية: Inch'Allah) هو فيلم دراما كندي، صدر عام 2012 قامت بإخراجه وكتابته أنياس باربو - لا فاييت، الفيلم من بطولة إيفيلن بروشو بدور كلوي وهي طبيبة كندية من جمعية الصليب والهلال الأحمر، تعمل في عيادة للنساء في مخيم للاجئين بالضفة الغربية تتعرف على امرأة فلسطينية والتي زوجها مسجون في السجون الإسرائيلية وأخرى جارتها الإسرائيلية المجندة.

## السياق الإنساني والمكاني
اختارت المخرجة الكندية أناييس باربو-لافاليت أن تسلط الضوء على القضية الفلسطينية من خلال تجربتها الشخصية خلال فترة تطوعها في مستشفيات الهلال الأحمر في الأراضي الفلسطينية. حرصت على كشف جوانب إنسانية ومعاناة لا يعرفها كثيرون عن الواقع اليومي تحت الاحتلال، بعيدًا عن الخطابات السياسية المباشرة. يروي الفيلم قصة الطبيبة الكندية كلوي، القادمة من مدينة كيبيك، والتي تعمل في مستشفى للهلال الأحمر بمدينة رام الله في الضفة الغربية. لكنها تضطر للإقامة في القدس، ما يجبرها على التنقل يوميًا عبر نقاط التفتيش المختلفة للوصول إلى مكان عملها ومخيمات اللاجئين، حيث تعتني بالنساء الحوامل وتشرف على ولاداتهن. تم تصوير الفيلم في مدينة رام الله، وعلى طول الجدار الفاصل بين الأراضي المحتلة، وكذلك في مخيمات اللاجئين بالأردن. وقد استُخدمت في بعض اللقطات كاميرات الهواتف المحمولة.

## وصلات خارجية
- مقالات تستعمل روابط فنية بلا صلة مع ويكي بيانات

1. ↑  "«إن شاء الله».. فيام كندي يتحدث عن معاناة الفلسطينيين". جريدة العالم. اطلع عليه بتاريخ 2025-05-24.